# Folwarki Tylwickie
Folwarki Tylwickie – wieś w Polsce położona w województwie podlaskim, w powiecie białostockim, w gminie Zabłudów.
Prawosławni mieszkańcy wsi należą do parafii Przemienienia Pańskiego w Topolanach, a rzymskokatoliccy do parafii św. Apostołów Piotra i Pawła w Zabłudowie.

## Historia
Według Pierwszego Powszechnego Spisu Ludności z 1921 roku wieś Folwarki Tylwickie liczyła 59 domów i zamieszkiwały ją 324 osoby (157 kobiet i 167 mężczyzn). Większość mieszkańców miejscowości (215 osób) zadeklarowała wyznanie prawosławne, natomiast pozostali (109 osób) podali wyznanie rzymskokatolickie. Pod względem narodowościowym dominowali mieszkańcy, którzy zadeklarowali narodowość białoruską (210 osób), reszta zaś zgłosiła narodowość polską (114 osób). W owym czasie, podobnie jak dziś, miejscowość znajdowała się w gminie Zabłudów.
W latach 1954–1971 wieś należała i była siedzibą władz gromady Folwarki Tylwickie, po jej zniesieniu w gromadzie Zabłudów. W latach 1975–1998 miejscowość administracyjnie należała do województwa białostockiego.
Wieś w 2011 roku zamieszkiwały 164 osoby.

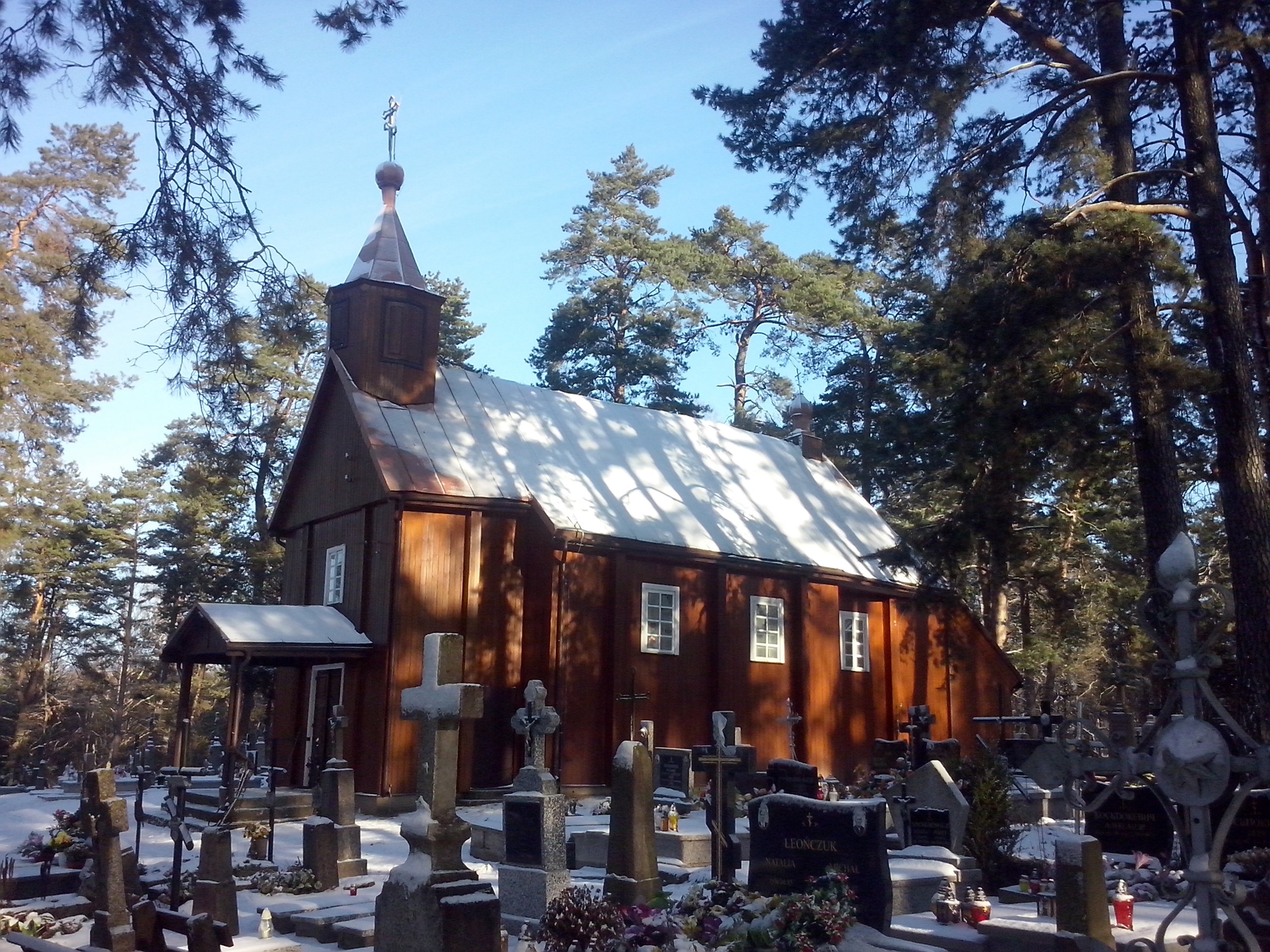
Cerkiew Podwyższenia Krzyża Świętego w uroczysku Piatienka

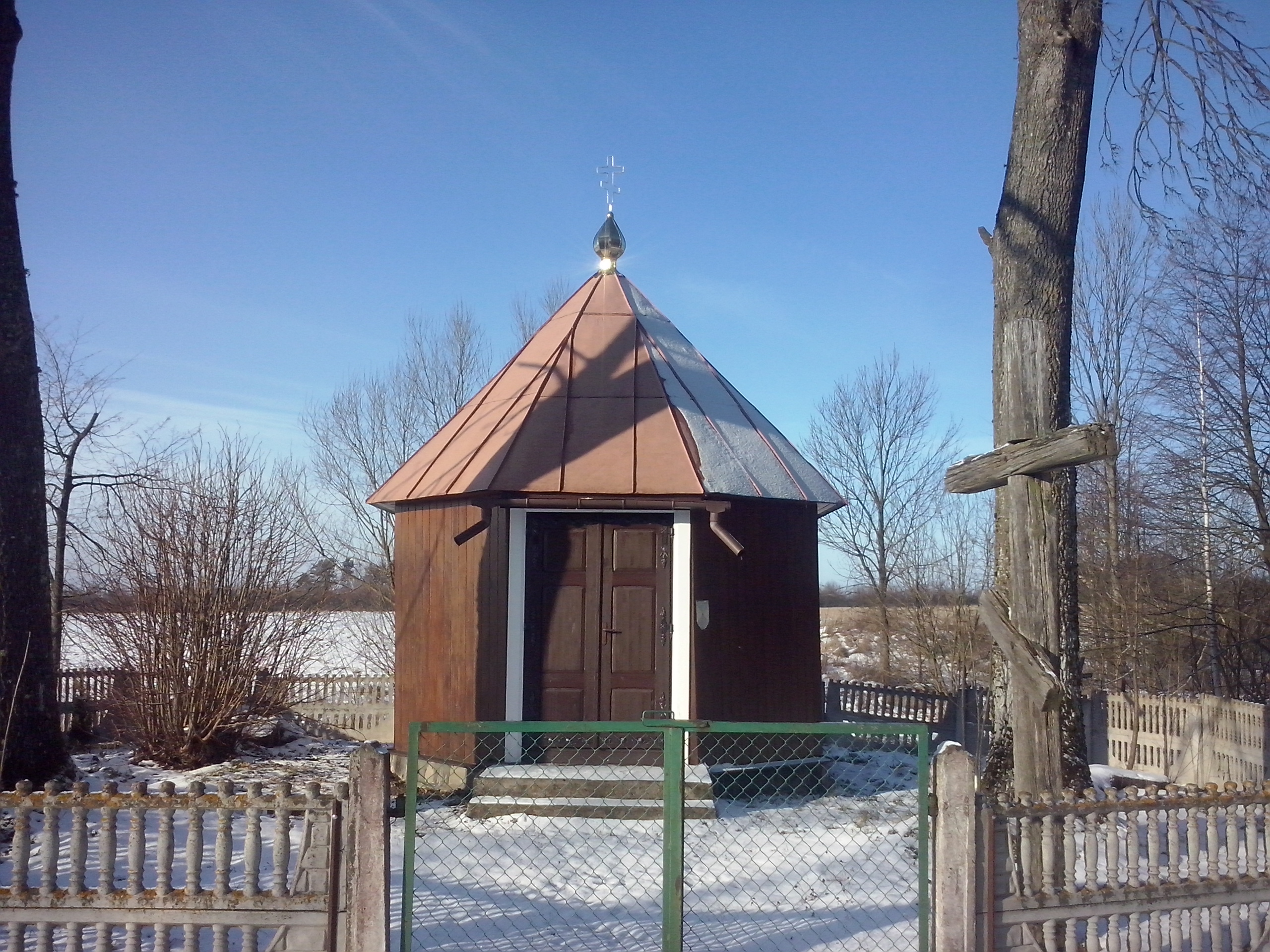
Kaplica Św. Paraskiewy na „Krynoczce” w uroczysku Piatienka

## Zabytki
- prawosławna, drewniana cerkiew cmentarna pod wezwaniem Podwyższenia Krzyża Świętego, należąca do parafii w Topolanach, 1819, nr rej.:A-18 z 19.12.2000
- cmentarz przy cerkwi, XVIII, nr rej.:A-18 z 19.12.2000[9].

Cerkiew i cmentarz znajdują się na obrzeżach wsi, w pobliskim uroczysku Piatienka (w sąsiedniej gminie Michałowo).

## Inne
Nieopodal wsi przepływa rzeka Małynka.